# María José Valero
María José Valero (Pollensa, Mallorca, 28 de octubre de 1942) es una actriz y presentadora de televisión española.

## Biografía
Fue una de las locutoras pioneras en la historia de la televisión en España. Ingresó en TVE en 1959 tras haber cursado estudios de Bachillerato. Su primer programa fue el espacio infantil Las hazañas de Marianín y Teresita. En años sucesivos compartió plató con las grandes estrellas del medio en España, como Jesús Álvarez García, en el programa de variedades por excelencia de la cadena en aquellos primeros años: La hora Phillips, en el que sustituyó a Laura Valenzuela o Caras nuevas, en el que sustituyó a Blanca Álvarez. Compaginó la presentación de programas con incursiones en la interpretación, en espacios dramáticos como Primera fila o Estudio 1, en los que interpretó, entre otras obras El caso de la mujer asesinadita, de Miguel Mihura, El baile de los ladrones, de Jean Anouilh o Milagro en la Plaza del Progreso, de Joaquín Calvo Sotelo.
Tras dedicarse durante años a la presentación de programas, entrada la década de 1970 se situó detrás de las cámaras en labores de realización, hasta su retirada definitiva.
Su faceta de actriz, apenas desarrollada, encontró eco en cuatro películas: El guardián del paraíso (1955), La vida es maravillosa (1956), ambas de Pedro Lazaga, Villa Alegre (1958), de Alejandro Perla y La residencia (1969), de Narciso Ibáñez Serrador.